# Rhynchogyna fallax
Rhynchogyna fallax là một loài thực vật có hoa trong họ Lan. Loài này được (Guillaumin) Seidenf. miêu tả khoa học đầu tiên năm 1992.